# Irena (Misuri)
Irena es una villa ubicada en el condado de Worth en el estado estadounidense de Misuri. En el Censo de 2010 tenía una población de 18 habitantes y una densidad poblacional de 7,89 personas por km².

## Geografía
Irena se encuentra ubicada en las coordenadas 40°32′25″N 94°23′24″O / 40.54028, -94.39000. Según la Oficina del Censo de los Estados Unidos, Irena tiene una superficie total de 2.28 km², de la cual 2.28 km² corresponden a tierra firme y (0%) 0 km² es agua.

## Demografía
Según el censo de 2010, había 18 personas residiendo en Irena. La densidad de población era de 7,89 hab./km². De los 18 habitantes, Irena estaba compuesto por el 100% blancos, el 0% eran afroamericanos, el 0% eran amerindios, el 0% eran asiáticos, el 0% eran isleños del Pacífico, el 0% eran de otras razas y el 0% pertenecían a dos o más razas. Del total de la población el 0% eran hispanos o latinos de cualquier raza.